# 馮光榮
馮光榮（1965年1月16日—），台灣男演員。前妻為藝人馬維欣。

## 演出作品

### 電視劇
| 年份 | 頻道                                | 劇名                           | 飾演         |
| 1990 | 中視                                | 《希望之鴿》                   | 白大偉       |
| 1992 | 華視                                | 《表妹吉祥》                   | 張永慶       |
| 1993 | 中視                                | 《梅花三弄之梅花烙》           | 皓祥         |
| 1993 | 中視                                | 《梅花三弄之水雲間》           | 谷玉農       |
| 1994 | 台視                                | 《倚天屠龍記》                 | 衛璧         |
| 1994 | 中視                                | 《青梅竹馬》                   | 趙磊         |
| 1994 | 華視                                | 《甜蜜家族》                   |              |
| 1994 | 台視                                | 《煙鎖重樓》                   | 卓秋貴       |
| 1996 | 中視                                | 《喜願花》                     | 馬強         |
| 1996 | 台視                                | 《大家有緣》                   | 黑田英介     |
| 1997 | 華視                                | 《施公奇案－考場怪譚》         | 左俊良       |
| 1997 | 華視                                | 《施公奇案－獅面王》           | 楚玉虎       |
| 1997 | 華視                                | 《施公奇案－笨賊闖天關》       | 苟步儒       |
| 1997 | 華視                                | 《台灣靈異事件－變臉》         | 吳正坤       |
| 1998 | 華視                                | 《施公奇案－乘龍快婿》         | 高萬言       |
| 1999 | 台視                                | 《白髮魔女》                   | 土豆         |
| 1999 | 華視                                | 《台灣靈異事件－魔父鬼子》     | 李健一       |
| 1999 | 華視                                | 《台灣靈異事件－月光光心慌慌》 | 吳登國       |
| 2000 | 華視                                | 《懷玉公主》                   | 將軍         |
| 2001 | 華視                                | 《台灣靈異事件－財神爺報到》   | 林萬順       |
| 2002 | 華視                                | 《台灣靈異事件－鴛鴦禍水》     | 李家輝       |
| 2006 | 台視                                | 《神機妙算劉伯溫》             | 古桐         |
| 2006 | 衛視                                | 《驚異傳奇－複製四月十二》     | 小同父王偉民 |
| 2014 | 台視                                | 《艋舺的女人》                 | 建宏         |
| 2016 | 大愛                                | 《家有滿子》                   | 鍾老爹       |
| 2019 | 衛視電影台 星衛HD電影台 FOX+ 爱奇艺 | 《浮士德遊戲2》                | 張律師       |

### 電影
| 年份 | 片名                     | 飾演   | 導演 |
|      | 《豔客臨門》             | 唐建   |      |
| 2014 | 《活路：妒忌私家偵探社》 | 王中恆 | 張世 |

## 出版作品

### 書籍
| 年份 | 書名 | 出版社 | ISBN               |
| ---- | ---- | ------ | ------------------ |
| 2006 | 狠嬲 | 科寶   | ISBN 9789866953019 |

## 外部連結
- 馮光榮的Facebook專頁
- 馮光榮在互联网电影资料库（IMDb）上的資料（英文）
- 馮光榮在香港影庫上的簡介